# Туломские ГЭС
Каскад Туломских ГЭС — две электростанции, построенные на реке Тулома в Мурманской области в 1937 и 1965 годах.
- Общая мощность 368 МВт
- Входят в энергосистему Колэнерго
- ГЭС находятся в собственности ПАО «ТГК-1»

В каскад входят:
| Наименование ГЭС             | Год пуска | Мощность, МВт | Количество турбин | Водохранилище                 |
| ---------------------------- | --------- | ------------- | ----------------- | ----------------------------- |
| ГЭС-12 (Верхнетуломская ГЭС) | 1965      | 318           | 4                 | Верхнетуломское водохранилище |
| ГЭС-13 (Нижнетуломская ГЭС)  | 1937      | 50            | 4                 | Нижнетуломское водохранилище  |

Другие каскады ГЭС Мурманской области: Ковдский, Нивский, Пазский, Серебрянский, Териберский.